# King (modemagasin)
King är ett modemagasin riktat till män men med cirka 20% kvinnliga läsare. Tidningen utges av Egmont Tidskrifter, från starten till och med 2007 utkom King med 10 nummer per år, från 2008 utkommer King med 12 nummer per år. 2006 vann modemagasinet King branschorganet Sveriges Tidskrifters pris Årets Tidskrift i klassen populärpress. 2008 vann magasinets art director Niklas Wendt priset Årets AD, även det utdelat av Sveriges Tidskrifter. 
Sedan 2008 ger King även ut klädkollektioner i samarbete med etablerade aktörer i modebranschen. Varumärkena Brothers, Oscar Jacobson och Jofama är magasinets tre största och mest långvariga kollektionsrelaterade samarbetspartners genom åren.
Chefredaktör, ansvarig utgivare och grundare är författaren och stilkännaren Per Nilsson som bland annat givit ut stilguiderna Snyggt – en stilguide för män och Manualen – 365 stiltips för män.